# Les Surprises de l'amour (téléfilm)
Pour les articles homonymes, voir Les Surprises de l'amour.
Les Surprises de l'amour (Cupid & Cate) est un téléfilm américain réalisé par Brent Shields (en) et diffusé le 7 mai 2000.

## Synopsis
Une jeune femme, perturbée par son passé familial, rencontre l'amour.

## Fiche technique
- Titre original : Cupid & Cate
- Titre français : Les Surprises de l'amour
- Réalisation : Brent Shields
- Scénario : Christina Bartolomeo, Jennifer Miller, Ron Raley
- Musique: Mark Adler
- Durée : 95 minutes
- Pays :  États-Unis

## Distribution
- Mary-Louise Parker : Caitlyn « Cate » DeAngelo
- Peter Gallagher : Harry
- Bebe Neuwirth : Francesca
- Philip Bosco : Dominic DeAngelo
- Rebecca Luker : Annette
- Joanna Going : Cynthia
- Brenda Fricker : Willie Hendley
- David Lansbury : Philip
- Robert Hogan : Laurence
- E. Katherine Kerr : Cecilia
- Robinne Lee : Ellen
- Kurt McKinney : Simon
- Peter McRobbie : Dr Brimmer
- Bill Raymond : le père Francis
- William L. Thomas : Paul
- Jonathan Walker : Jerry
- Katie Ziegler : Carol